# Вила-Нова (Миранда-ду-Корву)
Вила-Нова (порт. Vila Nova) — населённый пункт и район в Португалии, входит в округ Коимбра. Является составной частью муниципалитета Миранда-ду-Корву. Находится в составе крупной городской агломерации Большая Коимбра. По старому административному делению входил в провинцию Бейра-Литорал. Входит в экономико-статистический субрегион Пиньял-Интериор-Норте, который входит в Центральный регион. Население составляет 1104 человека на 2001 год. Занимает площадь 27,08 км².